# 九龍巴士18線
九龍巴士18線是由九巴營運的一條香港九龍循環巴士路線，來往長沙灣（海達邨）及愛民邨。

## 歷史
- 1975年8月1日：本線投入服務，當時是由大角咀碼頭至愛民／何文田（循環線），是九巴首條以循環線形式運作的巴士路線。
- 1976年2月18日：配合建造地鐵工程，本線改經通菜街，不再途經彌敦道。
- 1979年12月21日：本線往愛民方向改經西洋菜南街，不再途經通菜街。
- 1983年9月28日：本線改為愛民往來荔枝角（橋底）。
- 1985年3月31日：荔枝角（橋底）總站更名為美孚巴士總站。
- 1990年5月21日：本線縮短至深水埗碼頭。
- 1993年2月7日：本線改以循環線運作。
- 1994年3月27日：本線往愛民方向到達山谷道邨後，改為行走全段忠孝街（途經俊民苑及今欣圖軒一帶），不再途經孝民街及愛民巴士總站。
- 1999年3月7日：本線總站遷往深水埗（東京街）巴士總站。
- 2002年6月23日：本線提升至全空調服務。
- 2003年6月29日，新何文田邨公共運輸交匯處啟用，本線往愛民方向改為繞經該處，不經常盛街；往深水埗方向不經常富街及常盛街，改於佛光街設站。
- 2003年11月16日：本線總站遷往南昌站公共運輸交匯處，以配合九廣西鐵（現稱港鐵西鐵綫）即將通車。
- 2004年3月14日：本線往愛民方向改經洗衣街，不再途經西洋菜南街。
- 2007年12月2日：配合兩鐵合併，九巴改稱南昌站為南昌鐵路站。
- 2009年8月16日：運輸署於港鐵九龍南綫通車後，預計乘客乘車習慣會改變，因此大幅削減本線班次，但本線定線與港鐵九龍南綫沒有任何衝突。
- 2011年8月14日：本線往南昌鐵路站方向改停窩打老道近九龍維景酒店的分站並取代原有近中華電力的分站[1]。
- 2012年9月29日：南昌站公共運輸交匯處因物業發展而停用，本線再次以深水埗（東京街）巴士總站為總站[2]。
- 2015年9月5日：增設到站時間預報。[3]
- 2016年10月6日：因深水埗（東京街西）巴士總站關閉，總站遷往長沙灣（深旺道）巴士總站。
- 2023年4月23日：長沙灣總站由深旺道遷往新落成的海達公共運輸交匯處；往長沙灣方向取消深旺道「東京街西」站[4]。

## 服務時間及班次
| 長沙灣（海達邨）開   | 長沙灣（海達邨）開 | 長沙灣（海達邨）開 |
| 日期                 | 服務時間           | 班次（分鐘）       |
| -------------------- | ------------------ | ------------------ |
| 星期一至五           | 06:00-06:50        | 25                 |
| 星期一至五           | 06:50-21:20        | 30                 |
| 星期一至五           | 21:20-23:20        | 40                 |
| 星期六、日及公眾假期 | 06:00-19:00        | 30                 |
| 星期六、日及公眾假期 | 19:00-21:20        | 35                 |
| 星期六、日及公眾假期 | 21:20-23:20        | 40                 |

## 收費
全程：$5.4
| - 本線設有12歲以下小童及65歲或以上長者半價優惠。 - 65歲或以上香港居民使用「樂悠咭」，以及12歲以下合資格殘疾兒童使用「殘疾人士身份」個人八達通繳付車資，均可享有每程$2.0或半價（以較低者為準）的票價優惠；12至64歲合資格殘疾人士使用「殘疾人士身份」個人八達通（包括「樂悠咭」），以及60至64歲香港居民使用「樂悠咭」繳付車資，均可享有每程$2.0或全費（以較低者為準）的票價優惠。 - 65歲或以上長者如使用長者或一般個人八達通繳付車資，則只可享有半價優惠；12至64歲合資格殘疾人士如不使用「殘疾人士身份」個人八達通，以及60至64歲人士如不使用「樂悠咭」繳付車資，必須繳付全費。 - 乘客可以現金或八達通於上車時付款，不設找續。 - 每位成人乘客可免費攜帶最多兩名4歲以下而不佔座位的兒童乘客乘車，超額之4歲以下小童必須繳付小童車費乘車。 - 持有「九巴月票」之乘客在車票有效期內，每日可享最多10程任何九龍巴士及龍運巴士路線（包括本路線，以及聯營路線的九龍巴士／龍運巴士提供的班次；惟乘搭機場「A」及「NA」線則可享原價二七折優惠（不會計算每天10次合資格車程））；而B1線則每日可享最多各2程（不會計算每天10次合資格車程）。 - 九龍巴士、城巴、龍運巴士及陽光巴士全職員工及家屬（不包括外判職員）可免費乘搭本路線，惟必須拍職員或職員家屬八達通。 - 乘客亦可透過多元化電子支付系統（e度嘟）繳付車資，包括使用非接觸式VISA卡、JCB卡、萬事達卡、銀聯卡、美國運通、大來國際、Discover Card、Apple Pay、Google Pay、Samsung Pay、AlipayHK「易乘碼」、支付寶、WeChatHK／微信支付「搭車碼」、銀聯雲閃付「乘車碼」及BOC Pay「乘車碼」。乘客使用此付款方式，使用此支付方式的乘客可享有中途下車之分段收費，以及與其他九巴／龍運獨營路線或聯營線九巴／龍運班次之轉乘優惠，惟不適用於與非九巴／龍運路線之轉乘優惠，亦不能享有「公共交通費用補貼計劃」及「長者及合資格殘疾人士公共交通票價優惠計劃」。 |

### 八達通轉乘優惠
由本線於上車後150分鐘內轉乘30X、33A、35A、36B、37、58X、59X、67X、234P、234X線，或由上述路線轉乘本線，次程可獲$4.2優惠。

## 使用車輛
現時本線使用3輛Enviro500 MMC 12米（ATENU）及1輛富豪B9TL 12米（AVBWU）行走本線。
| 車隊編號 | 車牌   |
| -------- | ------ |
| ATENU529 | TK7298 |
| ATENU690 | TR 372 |
| ATENU759 | TS8156 |
| AVBWU415 | TM3362 |

## 行車路線

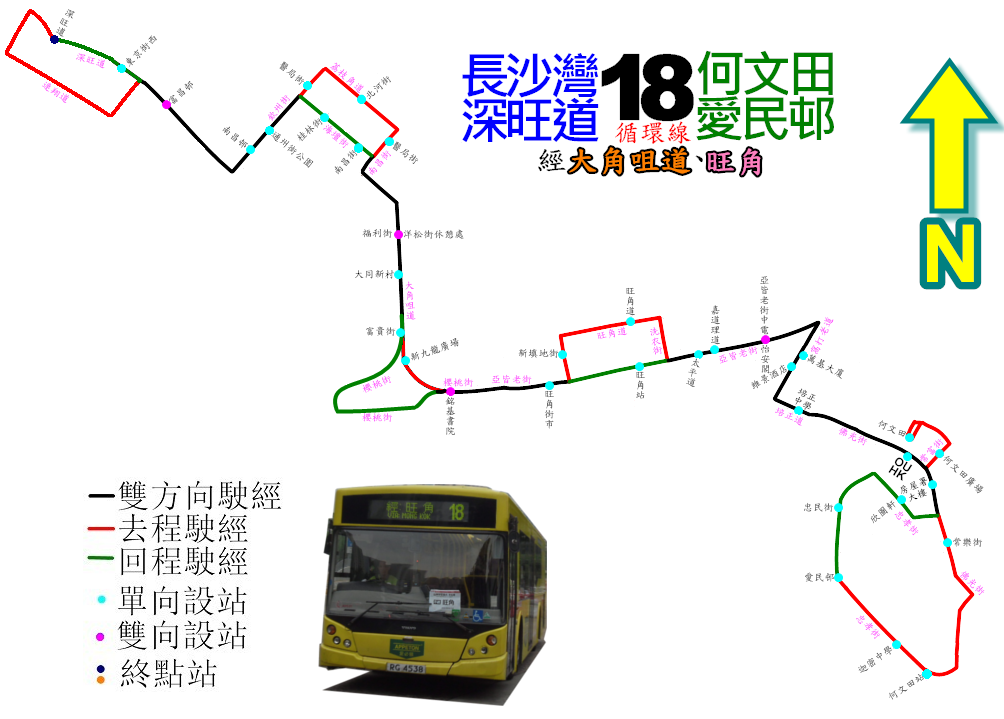
18線的走線圖

經：海達街、深旺道、欽州街西、欽州街、荔枝角道、南昌街、通州街、大角咀道、櫻桃街、亞皆老街、新填地街、旺角道、洗衣街、亞皆老街、窩打老道、培正道、佛光街、常富街、何文田邨公共運輸交匯處、常富街、佛光街、忠孝街、佛光街、培正道、窩打老道、亞皆老街、櫻桃街、大角咀道、通州街、南昌街、海壇街、欽州街、欽州街西、深旺道及海達街。

### 沿線車站
| 長沙灣（海達邨）開 | 長沙灣（海達邨）開       | 長沙灣（海達邨）開     |
| 序號               | 車站名稱                 | 位置                   |
| ------------------ | ------------------------ | ---------------------- |
| 1                  | 長沙灣（海達邨）巴士總站 | 海達公共運輸交匯處     |
| 2                  | 富昌邨                   | 深旺道                 |
| 3                  | 南昌邨                   | 欽州街西               |
| 4                  | 醫局街                   | 欽州街                 |
| 5                  | 北河街                   | 荔枝角道               |
| 6                  | 深水埗公立醫局           | 南昌街                 |
| 7                  | 洋松街休憩處             | 大角咀道               |
| 8                  | 新九龍廣場               | 大角咀道               |
| 9                  | 銘基書院                 | 櫻桃街                 |
| 10                 | 新填地街                 | 新填地街               |
| 11                 | 旺角道                   | 旺角道                 |
| 12                 | 嘉道理道                 | 亞皆老街               |
| 13                 | 亞皆老街中電             | 亞皆老街               |
| 14                 | 萬基大廈                 | 窩打老道               |
| 15                 | 培正中學                 | 培正道                 |
| 16                 | 何文田邨                 | 何文田邨公共運輸交匯處 |
| 17                 | 何文田廣場               | 常富街                 |
| 18                 | 常樂街                   | 佛光街                 |
| 19                 | 何文田站                 | 何文田站公共運輸交匯處 |
| 20                 | 迦密中學                 | 忠孝街                 |
| 21                 | 愛民邨                   | 忠孝街                 |
| 22                 | 忠民街                   | 忠孝街                 |
| 23                 | 欣圖軒                   | 忠孝街                 |
| 24                 | 房屋署大樓               | 佛光街                 |
| 25                 | 香港都會大學             | 佛光街                 |
| 26                 | 九龍維景酒店             | 窩打老道               |
| 27                 | 怡安閣                   | 亞皆老街               |
| 28                 | 太平道                   | 亞皆老街               |
| 29                 | 旺角站                   | 亞皆老街               |
| 30                 | 旺角街市                 | 亞皆老街               |
| 31                 | 銘基書院                 | 櫻桃街                 |
| 32                 | 富貴街                   | 大角咀道               |
| 33                 | 大同新邨                 | 大角咀道               |
| 34                 | 福利街                   | 大角咀道               |
| 35                 | 南昌街                   | 海壇街                 |
| 36                 | 桂林街                   | 海壇街                 |
| 37                 | 通州街公園               | 欽州街                 |
| 38                 | 富昌邨                   | 深旺道                 |
| 39                 | 長沙灣（海達邨）巴士總站 | 海達公共運輸交匯處     |

## 使用狀況
18線班次非常疏落，又面對小巴競爭；加上經常受到旺角道及亞皆老街一帶交通擠塞影響，容易出現脫班，客量欠佳。據運輸署回覆九龍城區議會指，此路線非繁忙時段客量低於30%。

## 外部連結
九巴
- 九龍巴士18線 （页面存档备份，存于）

其他
- 九龍巴士18線－681巴士總站 （页面存档备份，存于）
- 九龍巴士18線－i-busnet.com （页面存档备份，存于）